# Сальвии
Са́львии (лат. Salvii) — древнеримский плебейский (позже патрицианский) род, происходивший из этрусского города Ференций (лат. Ferentium), к которому принадлежали:
- Авл Сальвий, сын Авла, внук Авла, Криспин (ум. после 67 до н. э.[2]), муниципальный кваттуорвир, известный благодаря одной надписи, обнаруженной на герме[3];
- Сальвий (ум. 43 до н. э.), в 43 году до н. э. в качестве народного трибуна воспользовался своим правом вето, не позволившим сенату изгнать проконсула Марка Антония. Впоследствии был убит во время проскрипций 2-го триумвирата[1];
- Марк Сальвий Отон, родом из Этрурии, попал в число сенаторов благодаря влиянию Ливии Августы, претор[4];
- Луций Сальвий Отон (ум. после 42), консул-суффект 33 года, затем был наместником Африки и раскрыл заговор, организованный против императора Клавдия. Родной сын предыдущего[1];
- Луций Сальвий Отон Тициан (ум. 69), двукратный консул Империи (в 52 и 69 годах), потерпевший поражение при Бедриаке в борьбе с Авлом Вителлием. Старший сын предыдущего;
- Марк Сальвий Отон (32—69[1]), правитель Рима во время гражданской войны 68—69 годов, младший сын консула-суффекта 33 года.